# Шанхайский кинофестиваль 1995
Второй Шанхайский международный кинофестиваль прошёл в Шанхае (КНР) с 28 октября по 12 ноября 1995 года. На фестивале было отмечено 90-летие со дня выхода первого китайского фильма «Битва при горе Динцзюньшань». В фестивале участвовало 232 фильма из 46 стран.

## Жюри
- Сунь Даолинь (КНР)
- Ли Син (Китайская республика)
- Жаклин Андере (Мексика)
- Жан Беккер (Франция)
- Кшиштоф Занусси (Польша)
- Манфред Дурниок (Германия)
- Станислав Ростоцкий (Россия)

## Победители
| Награда                  | Призёр                                                | Страна     |
| ------------------------ | ----------------------------------------------------- | ---------- |
| Лучший фильм             | Broken Silence, режиссёр Wolfgang Panzer              | Швейцария  |
| Лучшая режиссура         | Erik Clausen Carl за фильм Min Fynske Barndom         | Дания      |
| Лучшая мужская роль      | Жан-Пьер Марьель за фильм Поезд свободы               | Франция    |
| Лучшая женская роль      | Го Кэюй за фильм Красная вишня                        | КНР/Россия |
| Специальная награда жюри | фильм House of Fire (режиссёр Juan Bautista Stagnaro) | Аргентина  |
| Специальная награда жюри | фильм Американская дочь (режиссёр Карен Шахназаров)   | Россия     |